# Katjoesja (raket)

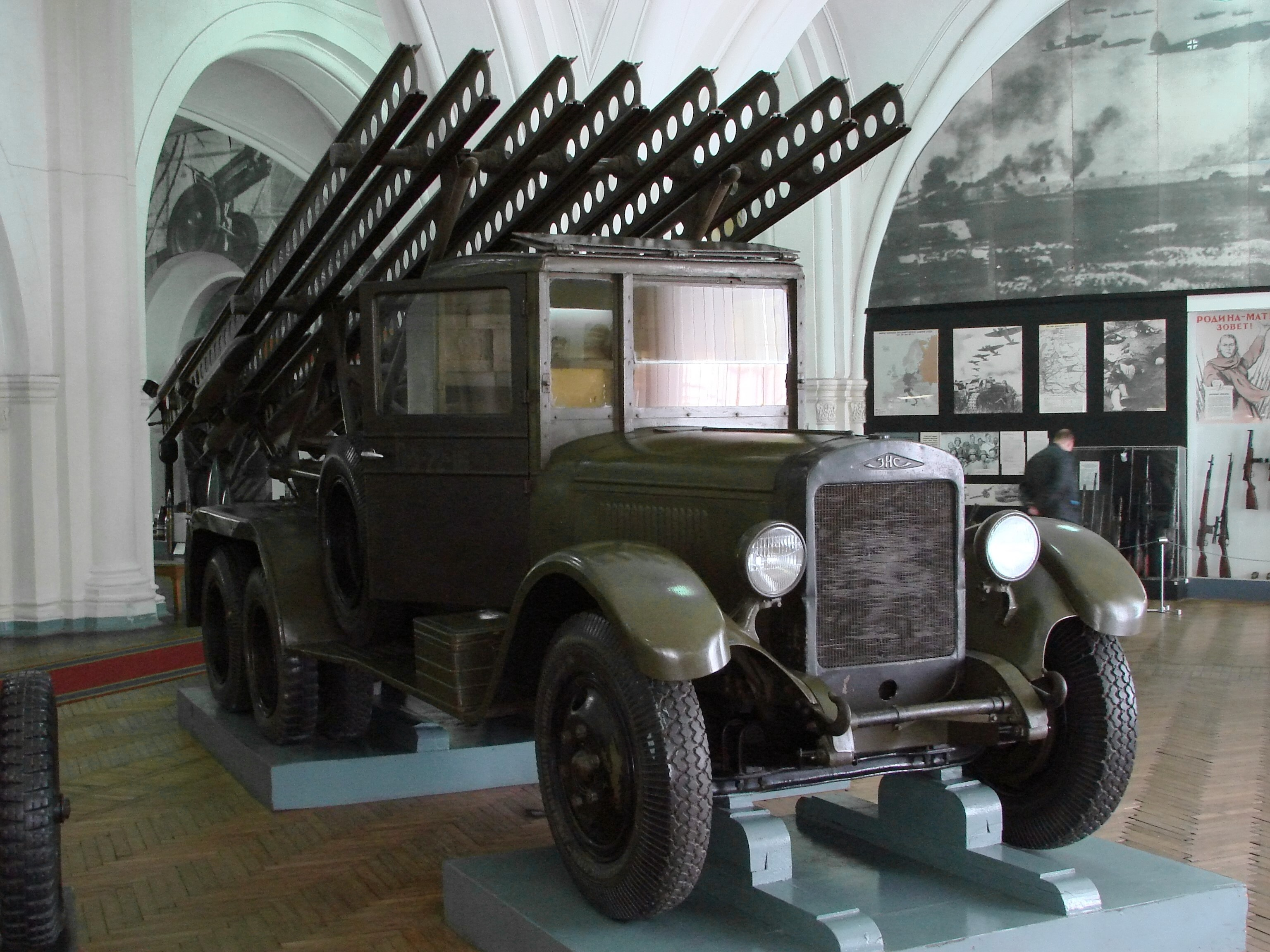
Katjoesja-raketten op een ZiS-6-truck

Katjoesja (Russisch: Катюша; ook wel vertaald met het Engelse Katyusha) is de aanduiding voor twee typen raketwapens en hun lanceerinstallaties, gefabriceerd in de Sovjet-Unie tijdens de Tweede Wereldoorlog. Vanwege het geluid van de raketten, de orgelachtige vorm - de ijzeren balken om de raketten af te schieten staan parallel net als orgelpijpen - en omdat Jozef Stalin destijds de leider van de Sovjet-Unie was, kreeg het apparaat onder de Duitse soldaten al snel de bijnaam stalinorgel.
De twee typen zijn de BM-8 (82mm) en BM-13 (132mm), waarbij BM staat voor Bojevaja Masjina – gevechtsapparaat.

## Naam
De lanceerinstallaties kregen hun onofficiële naam naar een populair Russisch lied, Katjoesja. Dit lied gaat over een meisje dat naar haar geliefde verlangt, die echter dient in het leger. Katjoesja is een koosnaam van de meisjesnaam Jekaterina (Catharina) → Katja → Katjoesja. De Russische wielerploeg Team Katjoesja was naar de raketinstallatie vernoemd.

## Gebruik
De lanceerinstallatie werd op veel manieren gebruikt: op trucks, waaronder de Studebaker US6s die door de Verenigde Staten waren geleverd in het Lend-Leaseprogramma, maar ook op tanks of op schepen. Gemodificeerde versies werden op vliegtuigen gemonteerd.
Het wapen was niet accuraat, maar het was dankzij de hoge vuurkracht en forse reikwijdte effectief bij grootschalige bombardementen en verrassingsaanvallen op grote doelen, waarmee een schokeffect bij de vijand werd teweeggebracht. Het wapen is onder meer aan het eind van de Tweede Wereldoorlog ingezet bij de slag om Berlijn.

## Ontwerp
De ontwikkeling van de Katjoesja-raket was een antwoord op de ontwikkeling door Nazi-Duitsland van de Nebelwerfer in 1936. Het Rode Leger begon met het ontwerp in 1938. Op 14 juli 1941 werd een experimentele batterij voor het eerst gebruikt in een veldslag tegen het Duitse leger bij Rudnja in Rusland.
De Katjoesja werd ontworpen door een team, bestaande uit onder anderen Georgi Langemak, Vladimir Artemiev, Boris Petropavlovski, Joeri Pobedonostsev, waarbij Langemak de leiding had. In 1937 werd Langemak gevangengezet en gemarteld. Na een schijnproces werd hij geëxecuteerd. Sergej Koroljov onderging bijna hetzelfde lot, en overleefde ternauwernood een Sovjet-goelag. Hij keerde later terug om het Russische ruimtevaartprogramma te gaan leiden.

## Katjoesja na de Tweede Wereldoorlog
De term Katjoesja werd later vooral gebruikt om kleine artillerieraketten in het algemeen te beschrijven, of ze nu van Sovjet-origine zijn, of zelfgebouwd. Zulke raketten worden vaak gebruikt in guerrillaoorlogen, bijvoorbeeld door de Vietcong, Hamas, Hezbollah en de Taliban.